# Udo Böbel
Udo Böbel (* 20. Februar 1952 in Burglengenfeld) ist ein ehemaliger deutscher Handballspieler und aktiver Handballtrainer.
Böbel begann seine Karriere beim Erstligisten TSV Milbertshofen. Bei den Münchnern blieb er bis 1976. Danach ging er für ein Jahr zu Frisch Auf Göppingen um dann wieder für zwei Jahre in Milbertshofen zu spielen. Er wechselte dann 1980 zum Lokalrivalen MTSV Schwabing, wo er 1983 seine aktive Karriere beendete. Für die deutsche Nationalmannschaft bestritt Böbel vier Spiele, in denen er zwei Tore warf.
Nach seiner aktiven Zeit blieb er dem Handball als Trainer verbunden. Die Funktion als A-Lizenztrainer übt er haupt- bzw. nebenberuflich aus. Seine Trainerstationen waren unter anderem TS Selb (Regionalliga, 1986), TV Fürth (Bezirksliga, 1989–1993), HSG Asbach/Modau (Regionalliga, 1993), SG Leutershausen (Bundesliga, 1995–1996), TV Fränkisch-Crumbach (Oberliga, 1998) und der TV Lorsch (Bezirksoberliga, 2002–2004).
Für vier Wochen war er Trainer der Frauenmannschaft der TSG Ober-Eschbach (2. Bundesliga). Nach vier Niederlagen in Folge endete sein Engagement am 15. Februar 2008.
Von 2005 bis 2009 trainierte Böbel die Frauenmannschaft des TV Siedelsbrunn (Oberliga Hessen) und parallel dazu vom 1. Juli 2008 bis Juni 2011 die Männermannschaft des HC VfL Heppenheim (Bezirksoberliga). Mit dem Beginn der Spielzeit 2012/2013 wurde Böbel Trainer der Männermannschaft des Bezirksoberligisten HSG Fürth/Krumbach. Bis 2013 war er gleichzeitig Trainer der Frauenmannschaft der SG Wald-Michelbach (Bezirksliga A). Nach zwei Jahren bei den Odenwäldern wurde sein Vertrag nicht mehr verlängert. Ab November 2014 trainierte Böbel den Badenligisten SG Leutershausen 2.
Seit August 2018 trainierte er die Frauenmannschaft der HSG Fürth/Krumbach (Bezirksoberliga, bis Oktober 2019) und die SpVgg Ilvesheim.